# 岷州
岷州（みんしゅう）は、中国にかつて存在した州。南北朝時代から民国初年にかけて、現在の甘粛省南部に設置された。

## 概要
544年（大統10年）、西魏により岷州が立てられた。州治は溢楽県に置かれた。
隋初に、岷州は同和郡に属する溢楽・和政・当夷の3県および祐川郡基城県を管轄した。606年（大業2年）、岷州は廃止されて、洮州に編入された。607年（大業3年）、洮州は臨洮郡と改められた。618年（義寧2年）、臨洮郡の臨洮・和政の2県を分割して、再び岷州が置かれた。
742年（天宝元年）、唐により岷州は和政郡と改称された。758年（乾元元年）、和政郡は岷州と改称された。岷州は隴右道に属し、溢楽・祐川・和政の3県を管轄した。761年（上元2年）、岷州は吐蕃に占領された。
1076年（熙寧6年）、岷州は北宋に帰順した。宋の岷州は秦鳳路に属し、祐川・大潭・長道の3県と臨江・茘川・𢇲川・閭川・宕昌の5砦と遮羊・穀蔵・鉄城の3堡と滔山監を管轄した。
元のとき、岷州は陝西等処行中書省に属した。
1371年（洪武4年）、明により岷州千戸所が置かれ、河州衛に属した。1378年（洪武11年）、岷州千戸所は岷州衛と改められた。岷州衛は陝西等処承宣布政使司に属し、西固城守禦軍民千戸所を管轄した。
清のとき、岷州は鞏昌府に属した。
1913年、中華民国により岷州は廃止された。